# Walxheim
Walxheim ist ein Ortsteil der Gemeinde Unterschneidheim im Ostalbkreis im östlichen Baden-Württemberg. Neben dem Dorf gleichen Namens gehört zu ihm auch der Weiler Hundslohe.

## Geographie
Das Dorf Walxheim liegt auf einem Hügelrücken zwischen den Talmulden der obersten Jagst im Westen, deren offizielle Quelle nur etwa einen halben Kilometer südwestlich vom Ortsrand entfernt ist, und des Aalbachs im Osten, eines Zuflusses der Schneidheimer Sechta. Die Wasserscheide verläuft am westlichen Rand des Dorfes, wenig außerhalb der Siedlungsgrenze; sie ist, da die Jagst den Neckar und dann den Rhein, die Sechta aber die Eger, die Wörnitz und dann die Donau speist, ein Abschnitt der Europäischen Hauptwasserscheide zwischen dem Schwarzen Meer und der Nordsee. Naturräumlich gesehen liegen Dorf und Umgebung im Unterraum Pfahlheim-Rattstädter Liasplatten des Östlichen Albvorlandes. Im Untergrund liegt der Obere Unterjura.
Durch das Dorf zieht die Landesstraße 1070 von Stödtlen und Tannhausen-Riepach im Norden nach Unterschneidheim-Zöbingen und Bopfingen im Südosten. Aus Richtung Ellwangen-Pfahlheim im Nordwesten läuft ihr zuletzt über Ellwangen-Buchhausen im Norden des Dorfes die K 3213 zu. An seinem Südostende zweigt ostwärts eine niederrangige Straße nach Unterschneidheim ab, an der nach wenigen hundert Metern der Weiler Hundslohe liegt.

## Geschichte
Walxheim wurde das erste Mal im Jahre 1314 als Walchshain erwähnt. Im 14. Jahrhundert gehörte der Ort größtenteils dem Kloster Mönchsroth. Mit ihm fiel der Ort nach der Reformation 1558 an die Grafschaft Öttingen-Öttingen. Mit Mönchsroth wurde Walxheim 1713 an Johann Philipp von Schell veräußert und 1749 von Fürst Johann Aloysius I. von Öttingen-Spielberg zurückgekauft. Mit der Rheinbundakte 1806 kam der Ort zum Königreich Bayern und schließlich mit dem Grenzvertrag zwischen Bayern und Württemberg 1810 an das Königreich Württemberg. Zur Zeit des Dritten Reichs befand sich hier ein Frauenlager des Reichsarbeitsdiensts (RAD).

## Söhne und Töchter des Ortes
- Karl Friedrich Klaiber (1817–1893), Pastor
- Hermann Koch (1924–2016), Religionspädagoge und Schriftsteller

## Wappen
| Wappen der früheren Gemeinde Walxheim | Blasonierung: „In Blau eine schwarz bewurzelte und bestielte silberne (weiße) Wucherblumenstaude mit drei goldenen (gelben) Blüten und vier silbernen (weißen) Blättern.“ |
| Wappen der früheren Gemeinde Walxheim | Wappenbegründung: Das von Siegfried Däs entworfene Wappen wurde am 12. Januar 1967 vom Innenministerium Baden-Württemberg genehmigt. Die Wucherblume tritt auf der Markung der landwirtschaftlich orientierten Gemeinde Walxheim häufig auf. Zur Erinnerung an das Haus Oettingen, dem der Ort ab 1558 hauptsächlich gehörte, wurden die Farben dem Wappen dieses Geschlechts entnommen. |